# ゲイリー・トループ
ゲイリー・トループ(Gary Troup)は、アメリカ合衆国のテレビドラマ「LOST」に登場する小説「バッド・ツイン」の作者。架空の人物である。

## 815便墜落
「ウォークアバウト出版」という出版社に「バッド・ツイン」の原稿を売り込みにオーストラリアへ行き、途中に乗った飛行機で、「LOST」の登場人物の一人、シンディという客室乗務員と恋に落ちる。
その後シドニーで815便に搭乗し、事故にあった。現在は行方不明となっている。LOSTシーズン1の第1話で、大破した飛行機のプロペラに巻き込まれてしまった男性であると公式に発言されている。

## 名前
「バッド・ツイン」のあとがきに書かれているが、彼の名前はある言葉のアナグラムになっている。そのため、その言葉はLOSTの舞台となっている島を指しているのかと噂されたが、その説はドラマ製作者が公式に否定している。